# Platylabus micheneri
Platylabus micheneri är en stekelart som beskrevs av Heinrich 1962. Platylabus micheneri ingår i släktet Platylabus och familjen brokparasitsteklar. Inga underarter finns listade i Catalogue of Life.